# Martín Silva
Martín Andrés Silva Leites (* 25. března 1983, Montevideo) je uruguayský fotbalový brankář, který hraje v brazilském klubu CR Vasco da Gama a v uruguayské fotbalové reprezentaci. Velkou část kariéry strávil v uruguayském klubu Defensor Sporting. Účastník Mistrovství světa 2010 v Jihoafrické republice a Mistrovství světa 2014 v Brazílii.

## Klubová kariéra
Postupně hrál za kluby Defensor Sporting (Uruguay), Club Olimpia (Paraguay) a CR Vasco da Gama (Brazílie).

## Reprezentační kariéra
V A-týmu Uruguaye debutoval v roce 2009, šlo o přátelský zápas 12. srpna proti Alžírsku (porážka 0:1). Silva odchytal kompletní střetnutí. Další utkání v národním týmu chytal až v roce 2013.
Zúčastnil se Mistrovství světa 2010 v Jihoafrické republice, kde tým Uruguaye obsadil konečné čtvrté místo. Na šampionátu ale neodchytal ani jeden zápas, byl náhradním brankářem.
Trenér Óscar Tabárez jej nominoval na Mistrovství světa 2014 v Brazílii.